# ملصق خيري
الملصق الخيري أو الطوابع الخيرية، هو ملصق يشبه طابع البريد، تبيعه الجمعيات الخيرية لجمع التبرعات. وهو عادةً ما يُستخدم على البريد كوسيلة للإعلان عن دعم المرسل لقضية الجمعية الخيرية.
ربما تكون طوابع عيد الميلاد وطوابع عيد الفصح هما النوعان الأكثر شهرة، على الرغم من أنه طبعت وانتجت العديد من أنواع الملصقات البريدية.
وعلى الرغم من أن الملصقات الخيرية مصممة لتبدو مثل الطوابع البريدية، إلا أنها نادراً ما تتضمن فئة الطوابع، ولا تتضمن أبداً اسم البلد. وهي تختلف عن الطوابع البريدية الخيرية التي تتضمن أيضًا رسومًا بريدية.
الملصقات الخيرية هي أحد أنواع طوابع سندريلا المتعددة. تذهب عائدات بيع الرسوم المتحركة عادة إلى أغراض خيرية مثل المساعدة الاجتماعية للأيتام والمعوقين والمكفوفين والصم والعاطلين عن العمل، وضحايا الكوارث الطبيعية، بما في ذلك الجياع، لمكافحة أنواع معينة من الأمراض الجماعية.
لا تستخدم الملصقات الخيرية لدفع ثمن المراسلات البريدية، على الرغم من توزيعها من خلال مكاتب البريد.

## المصطلح
يستخدم مصطلحا «الملصق الخيري» و«الطابع الخيري» عادةً بالترادف للإشارة إلى نوع من الطوابع غير البريدية. ومع ذلك، فإن يوري تورتشينسكي، الذي كان أكبر جامع ومفهرس روسي للطوابع غير البريدية وأحد مؤلفي «كتاب كتالوج الطوابع غير البريدية» (نُشر في مجلة "Filateliya" منذ عام 1996، يميز بين الملصق الخيري والطابع الخيري، مع الأخذ في الاعتبار أن الطابع الخيري، على عكس الملصق الخيري، يحتوي على معلومات حول بيعه أو قيمته الدفترية.

## الوصف
عادةً ما تشبه الملصقات الخيرية في سماتها الخارجية طوابع البريد. في أغلب الحالات، لا تحتوي الملصقات الخيرية على معلومات حول التكلفة ويتم إصدارها لجمع الأموال لأغراض ذات صلة من خلال بيع نسخة مطبوعة، وكقاعدة عامة، يتم إصدارها من قبل منظمة خيرية.
غالبًا ما تُباع مثل هذه الملصقات الخيرية في مكاتب البريد ويُقصد لصقها على العناصر البريدية [الروسية]، لكن تكلفتها [الروسية] لا تُدرج في الرسوم البريدية. إنها إحدى الطرق للإعلان عن دعم المرسل لأهداف الجمعية الخيرية.
على الرغم من أن تصميم الملصقات الخيرية يشبه طوابع البريد، إلا أنها نادراً ما تشير إلى الفئة، ونادراً ما تشير إلى اسم البلد. في بعض الأحيان، تنتج الحكومة أو المنظمات غير الحكومية أيضًا طوابع خيرية غير بريدية، عادةً لتجميعات غير إلزامية لمرة واحدة أو دورية للأغراض المذكورة على هذه الطوابع.
يجب التمييز بين طوابع الأعمال الخيرية، والتي تعتبر من وجهة نظر علم الطوابع إصدارات غير بريدية، والطوابع الخيرية، والتي تعتبر مؤشرات على الدفع البريدي.

## الاستعمال والتداول
يتم التبرع بالعائدات من بيع الطوابع الخيرية لأغراض خيرية - لدعم مكاتب القروض [الإنجليزية] الحكومية (كما حدث في فرنسا عام 1927)، وعمال البريد الذين يعانون من مرض السل (كما حدث في اليونان عام 1940)، وما إلى ذلك.
النوعان الأكثر شهرة من الملصقات الخيرية هما ملصقات عيد الميلاد، والتي ظهرت لأول مرة في الدنمارك في عام 1904، وملصقات عيد الفصح، على الرغم من وجود العديد من الأنواع الأخرى المعروفة.
كانت الطوابع الخيرية الأولى، التي صدرت عام 1904 في الدنمارك، تهدف إلى جمع الأموال لصندوق مكافحة مرض السل. طرحت الطوابع للبيع في عيد الميلاد ولذلك أطلق عليها اسم DAT. "Julmarken". وبعد ذلك، بدأ إنتاج مثل هذه الطوابع في بلدان أخرى.
ومن بين الأمثلة العديدة لمثل هذه الملصقات الخيرية ملصحقات عيد الميلاد في الولايات المتحدة المخصصة لمكافحة مرض السل، والتي وزعت ابتداءً من عام 1907. تطبع هذه الطوابع على ورق سميك وتلصق على الظهر. بالإضافة إلى الطوابع المخرمة للإصدارات المبكرة، هناك أيضًا نماذج بدون تخريم أو بها تخريم مفقود.
كان شراء الطوابع الخيرية طوعياً، ولكن في عدد من البلدان، كانت هذه الطوابع متاحة للبيع الإلزامي عادة لفترة زمنية محددة. ظهرت أول طوابع خيرية إلزامية الشراء في البرتغال عام 1911 لإنشاء صندوق لمساعدة الفقراء.
في الماضي، كانت الطوابع الخيرية تُلصق على الرسائل مع طوابع البريد، مما قد يؤدي إلى ختمها أيضًا بختم البريد، مما قد يضلل هواة جمع الطوابع عديمي الخبرة في الخلط بين الطوابع الخيرية والطوابع البريدية.
كما أصدر عدد كبير من الطوابع الخيرية في الإمبراطورية الروسية. ومن بين هذه الطوابع، فإن الأكثر ندرة هو الطابع الخيري الذي أعدته في عام 1912 مجموعة من المهاجرين السياسيين الروس المنتمين لحزب العمال الديمقراطي الاشتراكي الروسي، في فرنسا وسويسرا. وتضمن الطابع صورة لمؤسس الشيوعية العلمية كارل ماركس، وتم التبرع بعائدات بيعه للحملة الانتخابية لمجلس الدوما الرابع. لون الطابع أرجواني فاتح، وحجمه 4 × 5 سم، وبه 11½ ثقب. وضعت طبقة لاصقة على الجزء الخلفي من الختم. يتضمن تصميم الطابع صورة لكارل ماركس في الوسط، داخل شكل بيضاوي مزين برسومات صغيرة، وقد كتب أسفله التوقيع بالخط القوطي "كارل ماركس". في كل زاوية من الطابع كان الرقم "10" داخل دائرة، والذي كان منقوشا داخل مربع. في الجزء العلوي من الطابع كان هناك نقش باللغة الروسية: "حزب العمل الديمقراطي الاجتماعي الروسي للحملة الانتخابية في مجلس الدوما الرابع"، وعلى الجانبين وفي الأسفل كانت هناك نقوش باللغة الألمانية والفرنسية: "حزب العمال الديمقراطي الاشتراكي الروسي" و "من أجل الحملة الانتخابية في مجلس الدوما الرابع".
في جمهورية روسيا الاتحادية الاشتراكية السوفياتية، كان شراء مثل هذه الطوابع طوعيًا. في عشرينيات وأوائل ثلاثينيات القرن العشرين، أصدر العديد من الطوابع الخيرية في الاتحاد السوفييتي لجمع الأموال للحملات الاجتماعية والسياسية المهمة:
- لصالح لجنة الأطفال التابعة للجنة التنفيذية المركزية لعموم روسيا،
- إلى صندوق لجنة مساعدة الجنود الجرحى والمعاقين فيالجيش الأحمر [الإنجليزية]،
- دعما "للمساعدات الدولية الحمراء [الإنجليزية]"،
- لصالح الأسطول الجوي وما إلى ذلك.

كان أحد آخر الإصدارات الخيرية السوفييتية عبارة عن طابعين تم توزيعهما لجمع الأموال للمنتدى العالمي للتضامن بين الشباب والطلاب في النضال من أجل الاستقلال الوطني والتحرير والسلام، والذي عقد في عام 1964 في موسكو.

### إصدارات توشيح متضرري فيضان عام 1967 في العراق
وشحت إصدارات مختلفة من الطوابع العراقية بعبارة "إغاثة متضرري فيضان عام 1967 5 فلوس"، واستعملت لمدة 6 أشهر اعتبارا من 17 حزيران 1967 لغرض مساعدة المتضررين من جراء فيضان نهر الفرات عام 1967، والمجموعة التي وشحت كانت 19 طابعا، وتنتشر طوابع موشحة لكن التوشيح مزور، وكل طابع موشح غير مستعمل فهو ذو توشيح مزور.

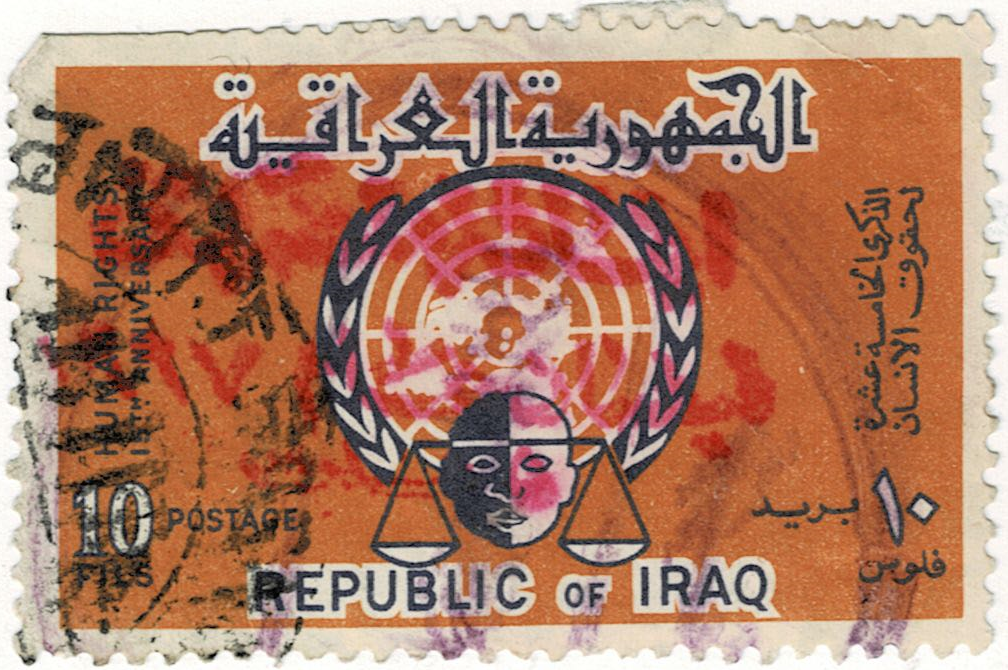
طابع في الأصل من إصدار عام 1964
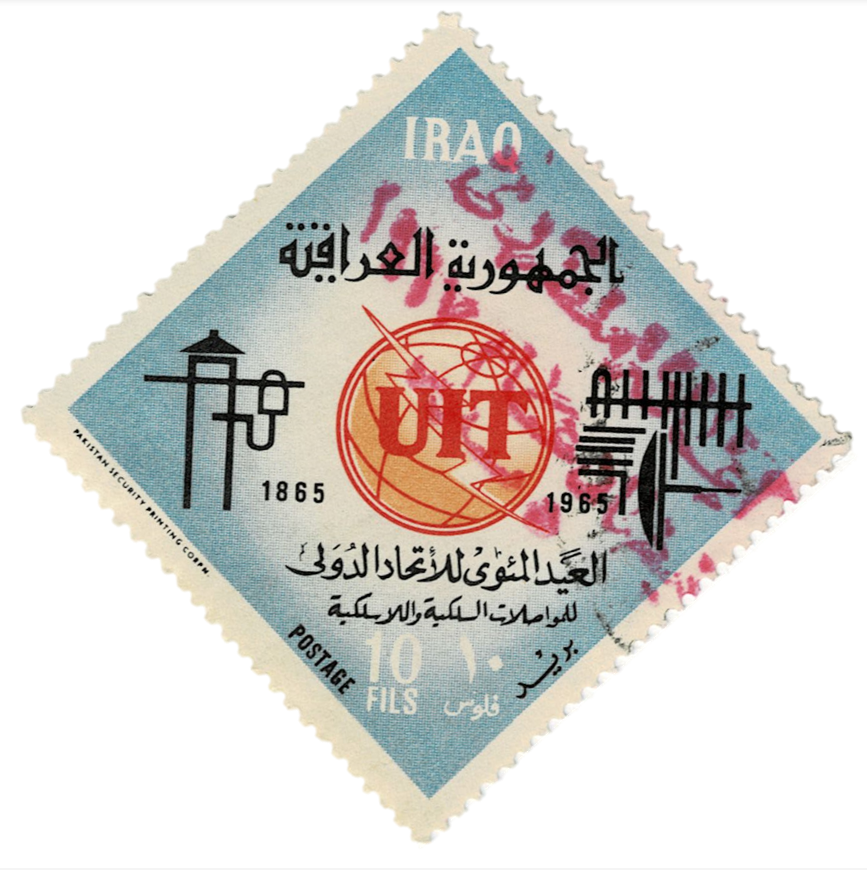
طابع في الأصل من إصدار عام 1965
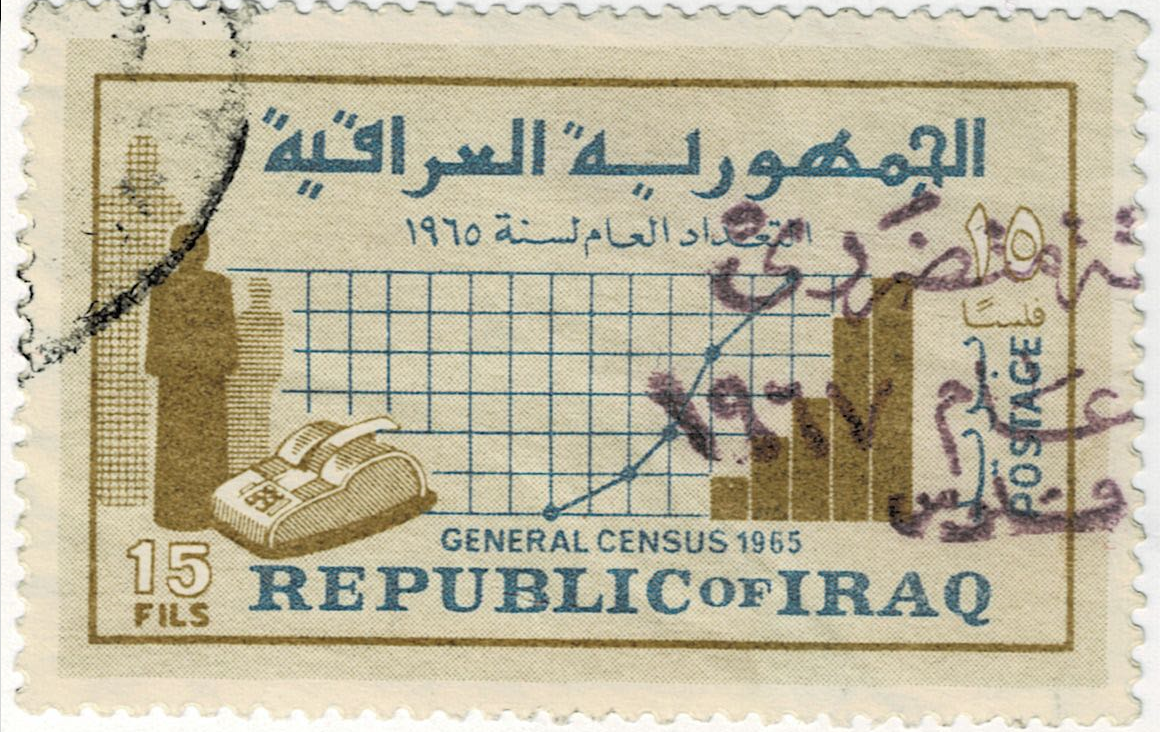
طابع في الأصل من إصدار عام 1965
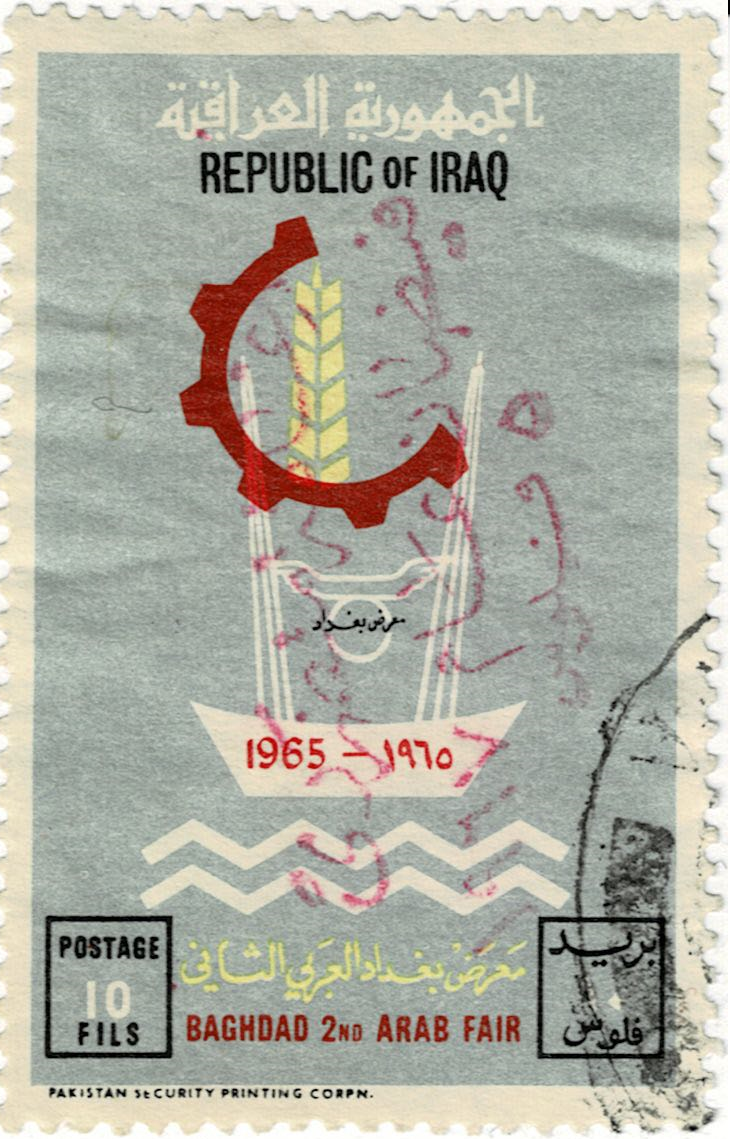
طابع في الأصل من إصدار عام 1965

## جمع الطوابع الخيرية
على الرغم من أن الطوابع الخيرية لا تنتمي إلى المواد البريدية أو الاتصالات البريدية بشكل عام، إلا أنها موضع اهتمام العديد من هواة جمع الطوابع ولها قيمة. والدليل على ذلك هو نتائج المزادات البريدية، حيث يتم منذ فترة طويلة طرح الطوابع الخيرية للبيع بالمزاد إلى جانب الطوابع البريدية.
كان الاهتمام بجمع الطوابع التذكارية والهدايا الخيرية موجودًا منذ زمن طويل، وقد أنشئت جمعيات لمحبي هذا النوع من الطوابع. على سبيل المثال، في الولايات المتحدة، منذ عام 1931، كانت هناك جمعية لهواة جمع التحف التذكارية لعيد الميلاد والأعمال الخيرية. في عام 1969، أنشئت جمعية أخرى في الولايات المتحدة - نادي هواة جمع الطوابع في عيد الميلاد، المخصص لجمع الطوابع البريدية وغير البريدية والمواد المتعلقة بموضوع عيد الميلاد، بما في ذلك طابع عيد الميلاد.
كما حظي هذا النوع من التجميع باهتمام في الاتحاد السوفييتي قبل الحرب العالمية الثانية: حيث نشرت المقالات وعرضت المجموعات. في المعرض الأول للاتحاد حول هواية جمع الطوابع والسندات في عام 1924 في موسكو، حصل معرض م. ب. ناركيفيتش "طوابع خيرية" على ميدالية ذهبية صغيرة، وحصل معرض ف. ت. بياتينتسيا "طوابع خيرية لروسيا" على ميدالية برونزية.

## أمثلة

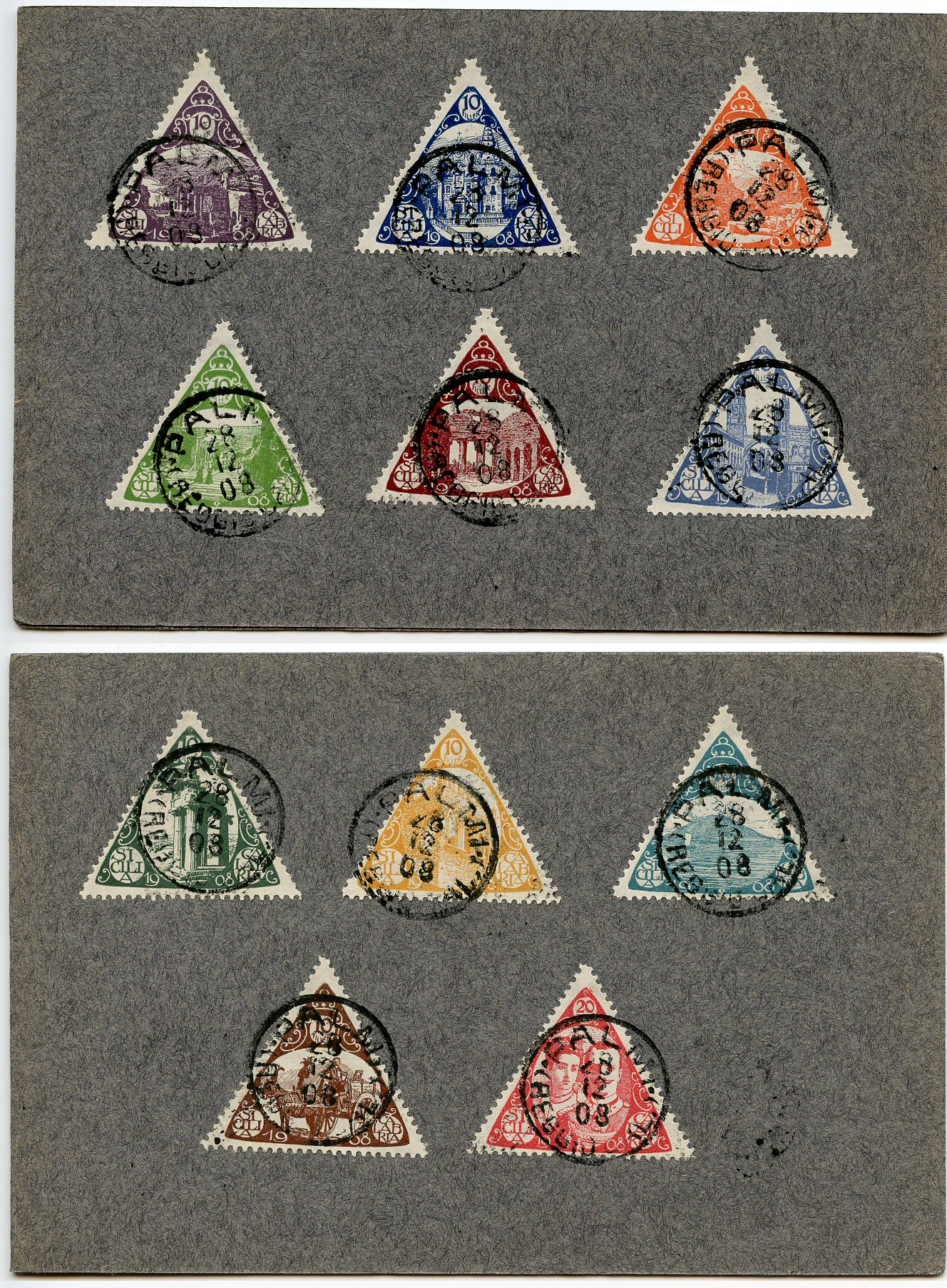
ملصقات زلزال ميسينا الخيري 1908
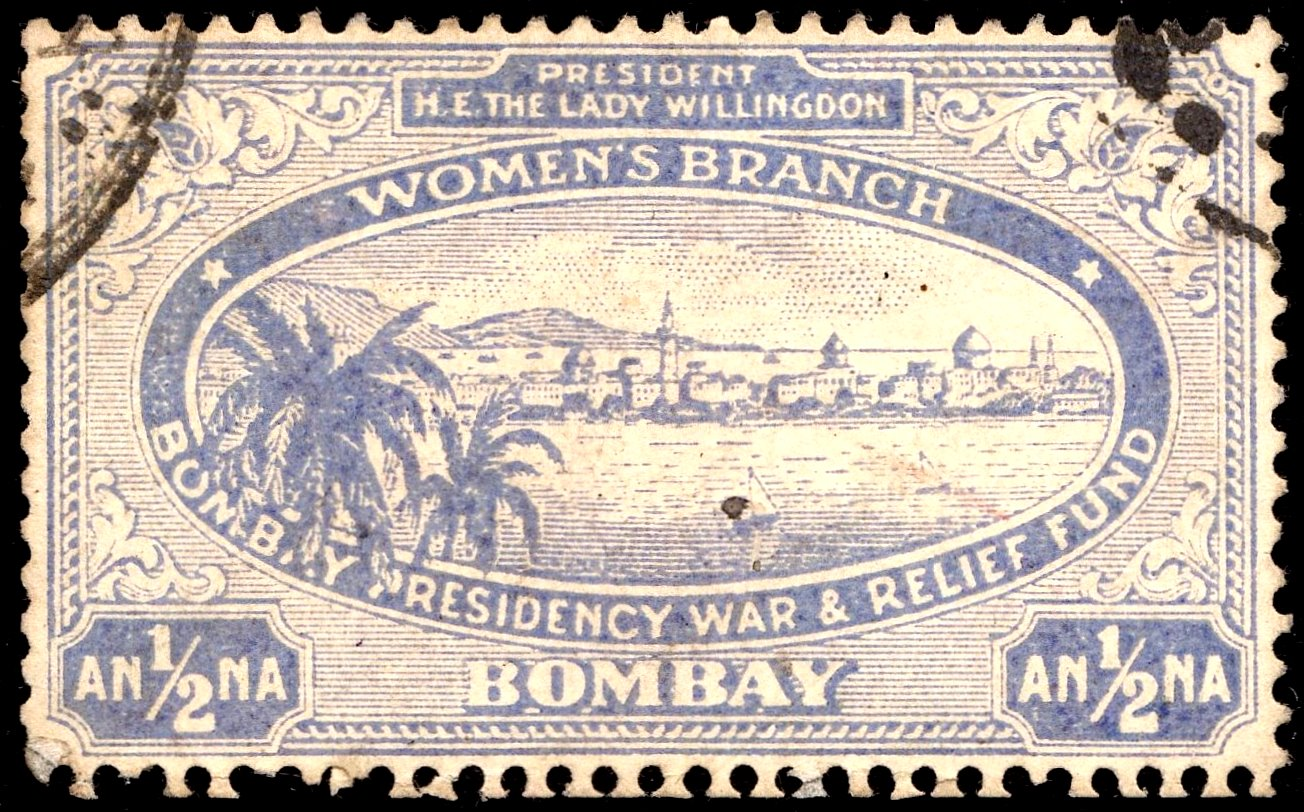
ملصق صندوق رئاسة بومباي للحرب والإغاثة نصف آناالخيري عام 1916
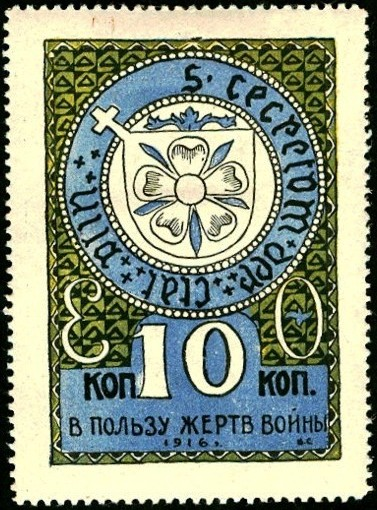
روسيا 1916، فئة 10 كوبيك ملصق ضحايا الحرب الخيري
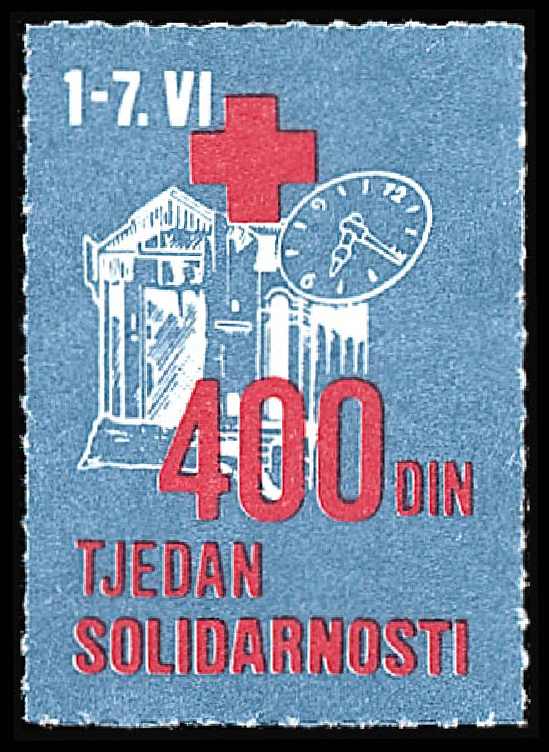
ختم الجمعية الخيرية ليوغوسلافيا، 1989، أسبوع التضامن
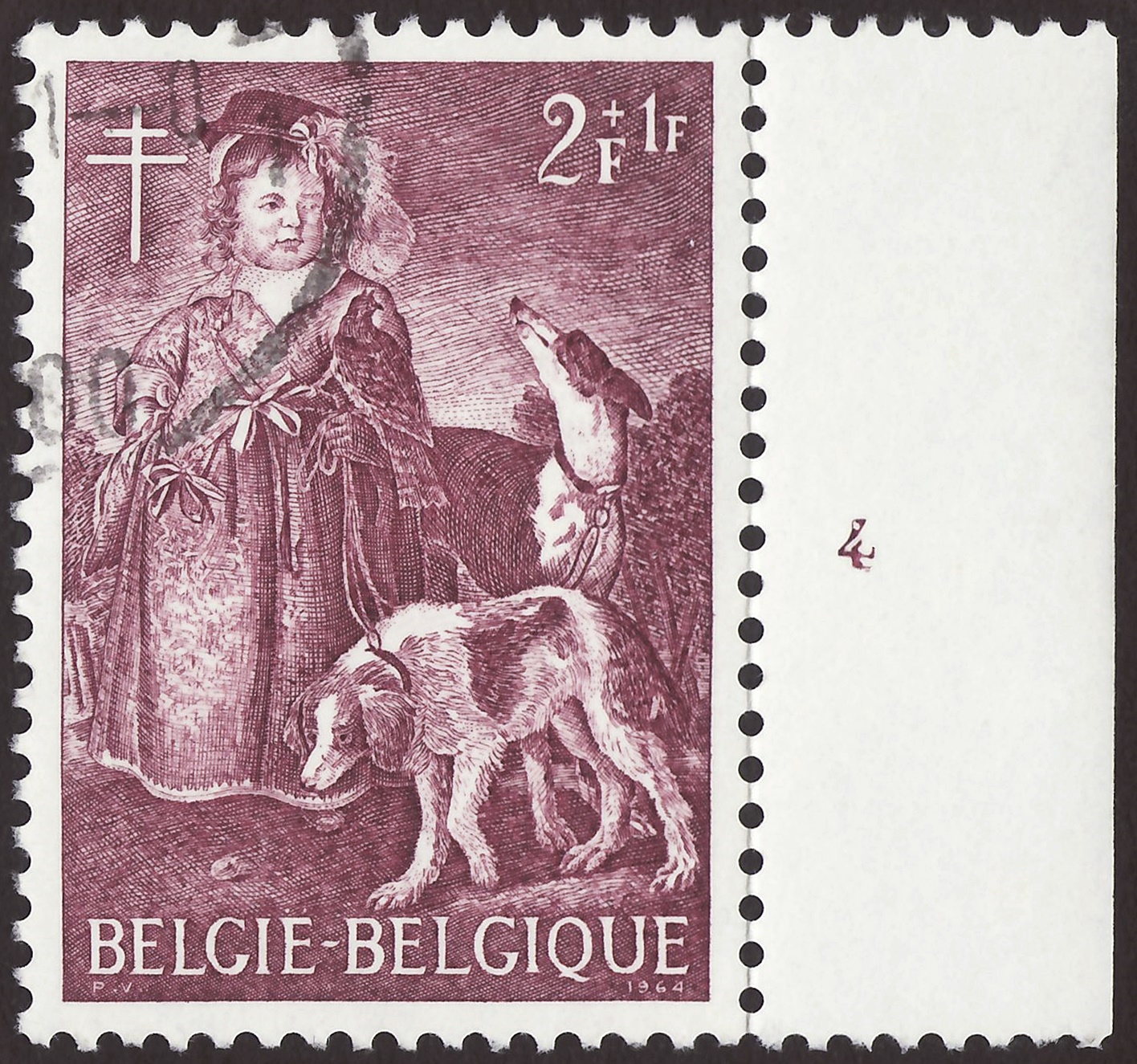
طابع بريدي بلجيكي 1964؛ طابع "الكفاح ضد السل"؛ رسم الطابع يظهر لوحة "صورة صبي مع صقر وكلبين"
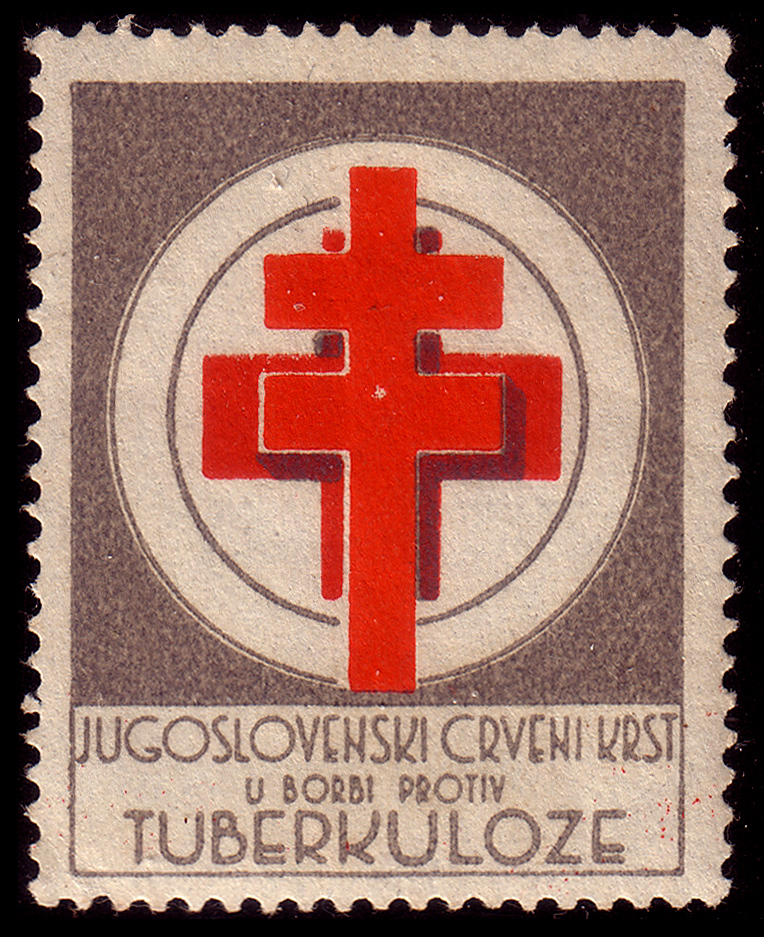
صورة مصغرة من يوغسلافيا تظهر فيها صورة شعار الصليب الأحمر ضمن حملة مكافحة السل عام 1940.
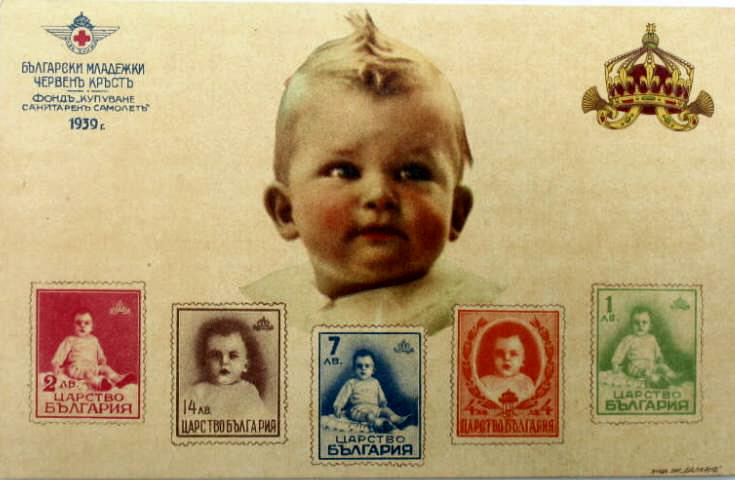
طوابع من بلغاريا
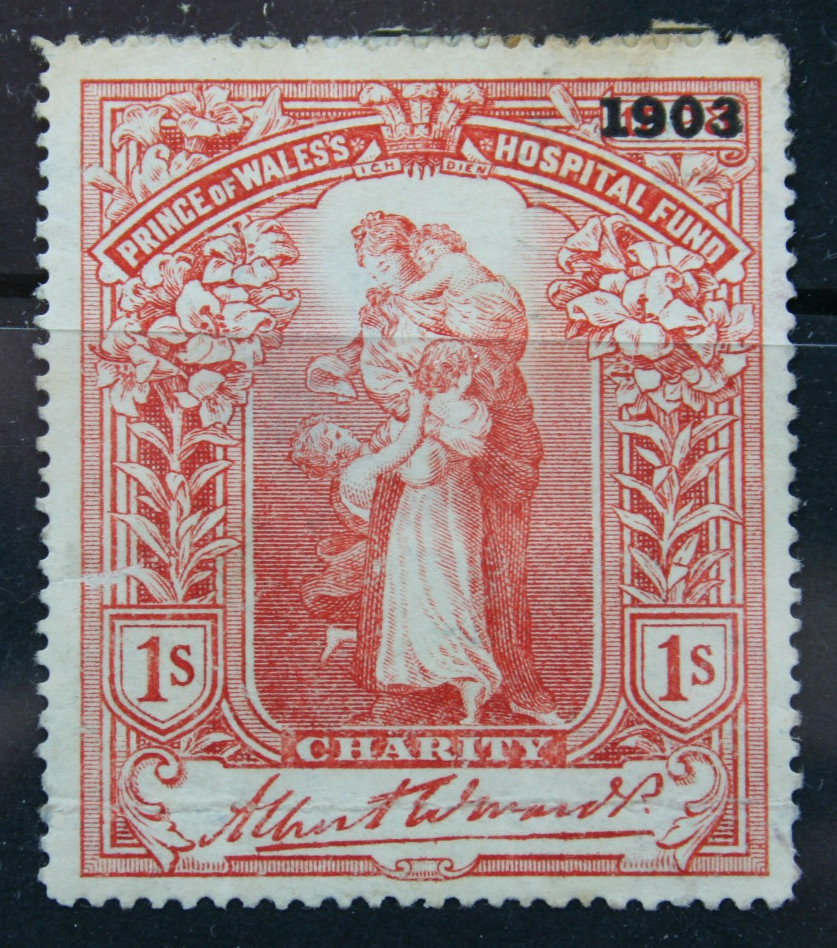
طابع موشح لتمويل مستشفى في ويلز بشلن واحد، وهو صادر عام 1903
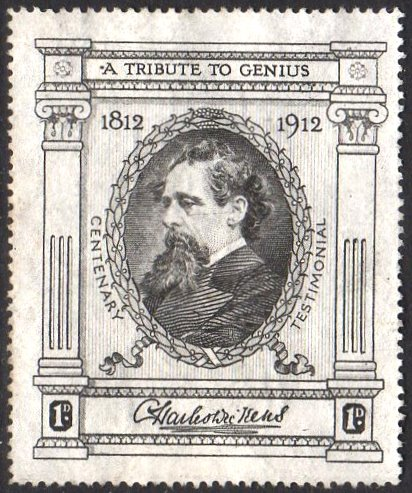
طابع صادر بمناسبة مئوية تشالز ديكينز وجد ملصقا داخل كتاب عام 1912
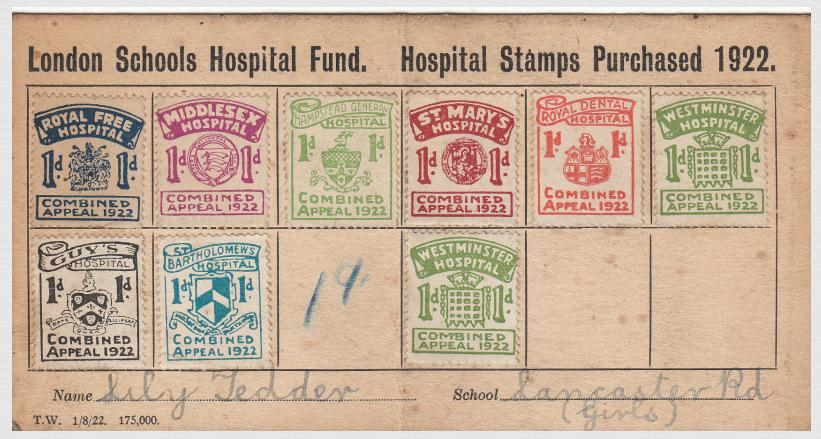
بطاقة توفير طوابع صندوق مستشفى مدارس لندن 1922

## الملاحظات
1. ↑  مثل السل والملاريا وما إلى ذلك
2. ↑  أو «طابع سندريلا»
3. ↑  توفي سنة 2004
4. ↑  مما يجعله أكثر تشابهًا مع طابع البريد
5. ↑  وجود أسنان، وصمغ على الظهر
6. ↑  الخدمات البريدية
7. ↑  "ملصقات عيد الميلاد"
8. ↑  مفقودة على جانب واحد - العلوي أو السفلي أو الأيسر